# 유민현
유민현(1994년 9월 27일~)은 대한민국의 컬링 선수이다. 강원도청 소속으로 활동하고 있다.